# عباس فائق غزاوي
عباس غزاوي ‏ (1 يوليو 1932 في مكة - 31 يوليو 2005 ) إعلامي ودبلوماسي سعودي سابق.

## النشأة والتحصيل العلمي
ولد عباس فائق غزاوي في حارة الفلق في مكة المكرمة بتاريخ 1 يوليو 1932. درس المرحلة الابتدائية في معلاة، والثانوية في مدرسة تحضير البعثات. وبدأ الدراسة الجامعية، حيث حصل على شهادة البكالوريوس في القانون من جامعة القاهرة.

## الوظائف والمناصب
بدأ حياته العملية في 1952 كمذيع ومقدم برامج وتطور لاحقًا إلى مشرف التحرير في صحيفة أم القرى ومديرًا عامًا للإذاعة. كُلف كوزير مفوض في عام 1970 عمل في سفارة المملكة العربية السعودية لدى إيطاليا، ثم في 1972 تولى منصب سفير المملكة العربية السعودية لدى تشاد. في 1984، عُين سفيرًا للمملكة العربية السعودية لدى تونس.
شغل عباس فائق غزاوي منصب سفير المملكة العربية السعودية لدى جمهورية ألمانيا الاتحادية في الفترة من 9 أبريل 1986 إلى 22 أكتوبر 2001. في 27 سبتمبر 2000، نقل مقر السفارة السعودية من بون إلى برلين.

## التبادل الاقتصادي
لحق التبادل التجاري بينهما المعتمدين على النفط إلى ثراء متبادل. قدمت جمهورية ألمانيا الاتحادية تكنولوجيا الدفاع والمشورة في مجال إدارة الأمن، على سبيل المثال كان أولريش فيجنر في خدمة المملكة من يونيو 1988 إلى 1991. بينما مولت الأوتوقراطية السعودية منشورات في مجال صنع القرار السياسي في جمهورية ألمانيا الاتحادية من خلال الجمعية الألمانية العربية.

## الأوسمة
- حصل على وسام الملك عبد العزيز من الدرجة الممتازة عام 1978.[1][2][3]

## الحياة الشخصية
تزوج عباس فائق غزاوي وكون عائلة من أربعة أبناء وثلاث بنات. وهو يتقن الحديث باللغات الإنجليزية، الإيطالية، الفرنسية، الألمانية.